# Флавій Герменерік
Флавій Герменерік (*Flavius Herminericus, д/н —†після 484) — військовий діяч Східної Римської імперії.

## Життєпис
Походив з впливового алано—готського роду. Син Флавія Арубарія Аспара, консула 434 року, патриція. Зробив військову кар'єру під орудою батька. У 465 році стає консулом (разом з Флавієм Василіском). Не брав активної участі у протистоянні Аспара з імператором.
У 471 році під час хзмови проти аспара Герменеріку вдалося врятуватися завдяки дружнім стосунком із імператорським зятем Зеноном. Деякий час переховувався серед ісаврів. У 484 році брав участь у придушенні повстання Іла проти Зенона, який на той час став імператором. Подальша доля не відома.